# James Joseph Nickson
James Joseph Nickson (1915 — 1985) foi um médico e radioterapista estadunidense.
Graduado pela Universidade de Washington em 1936, Doutor em Medicina (MD) pela Universidade Johns Hopkins em 1940. Trabalhou no Projeto Manhattan como médico oficial durante a Segunda Guerra Mundial.